# فرودگاه اوانی
 فرودگاه اوانی (به انگلیسی: Ouani Airport) یک فرودگاه همگانی با کد یاتا AJM است که یک باند فرود آسفالت دارد و طول باند آن ۱۳۵۰ متر است. این فرودگاه در کشور اتحاد قمر قرار دارد و در ارتفاع ۱۹ متری از سطح دریا واقع شده است.

## شرکت‌های هواپیمایی و مقصدهای پروازی
| شرکت‌های هواپیمایی | مقصدهای پروازی                                                        |
| ----------------- | --------------------------------------------------------------------- |
| AB Aviation       | دزااودزی پاماندزی، شاهزاده سعید ابراهیم                               |
| ایر ماداگاسکار    | ایواتو                                                                |
| Comores Aviation  | ایواتو، ژولیوس نیرر، دزااودزی پاماندزی، امبوروی، شاهزاده سعید ابراهیم |
| Ewa Air           | دزااودزی پاماندزی                                                     |
| Int'Air Îles      | موهلی بندر السلام، شاهزاده سعید ابراهیم                               |